# Список серий аниме «Touch»
Touch (яп. タッチ Татти, Касание) — 101-серийный аниме-телесериал, выходивший на японском телеканале Fuji TV с 24 марта 1985 года по 22 марта 1987 года. Это было одно из самых рейтинговых аниме-телешоу в Японии, серии которого в течение нескольких лет постоянно имели рейтинг 30+ процентов. В опросе 2005 года, проведенном TV Asahi среди 100 лучших анимационных телесериалов, Touch занял девятое место.
Сериал рассказывает о близнецах Тацуе и Кадзуе Уэсуги, которые живут по соседству с Минами Асакурой. Их родители построили между своими домами игровой домик, чтобы дети могли играть там вместе. Когда дети подросли, они заметили, что одна из них (Минами) — девочка. История происходит в младших классах школы, незадолго до того, как они заканчивают школу и переходят в старшие классы.

## Список серий
| №   | Название | Дата выхода серии |
| --- | --- | ----------------- |
|     | Первый сезон |                   |
| 1   | Неважно, что говорят. Мы близнецы! «Dare ga nanto iō to oretachi futago desu!!» (誰がなんと言おーとオレたち双子です!!)                                                                                    | 24 марта 1985     |
| 2   | Женская интуиция. На мой взгляд, у Тацуи талант. «Onna no chokkan! Chotchi kininaru Tatsuya no sainō» (女の直感!チョッチ気になる達也の才能)                                                               | 31 марта 1985     |
| 3   | Неожиданно в первый раз на поле! Создаю неприятности от имени Кадзуи!? «Omowazu hatsutōban! Kazuya no namae de osawagase!?» (思わず初登板!和也の名前でお騒がせ!?)                                         | 7 апреля 1985     |
| 4   | Ты видел или нет? Дневник Минами! «Mita ka? Minai ka? Minami no nikki!!» (見たか?見ないか!?南の日記!!) | 14 апреля 1985    |
| 5   | Горячее передавание эстафетной палочки! Не упусти финишную черту!? «Nekketsu baton tatchi! Gōru wa seikaku ni ne!?» (熱血バトンタッチ!ゴールは正確にネ!?)                                                 | 21 апреля 1985    |
| 6   | Действительно ли слухи верны!? Семьи Минами и Кадзуи в беспокойстве. «Uwasa wa hontō!? Minami to Kazuya no kininaru kankei» (ウワサは本当!?南と和也の気になる関係)                                        | 28 апреля 1985    |
| 7   | Это правда!? Свадьба Тацуи и Минами!? «E honto!! Tatsuya to Minami ga kekkon shichau!?» (えッホント!!達也と南が結婚しちゃう!?)                                                                            | 5 мая 1985        |
| 8   | Тацуя отобьёт! Брат против брата на полном серьёзе?! «Tatsuya uchimasu!! Honki de kyōdai taiketsu» (達也打ちます!!ホンキで兄弟対決!?)                                                                     | 12 мая 1985       |
| 9   | Опасная дружба Тацуи и Харады! «Tatsuya to Harada-kun no abunai yūjō!» (達也と原田クンのア·ブ·ナ·イ友情!)                                                                                                 | 19 мая 1985       |
| 10  | Все в беспокойстве. Но это, несомненно, похоже на учеников старшей школы! «Minna nayande kibun wa sukkari kōkōsei desu!» (みんな悩んで気分はすっかり高校生デス!)                                          | 26 мая 1985       |
| 11  | Держись, бейсбольный клуб! Сердце Тацуи колеблется! «Kitare yakyūbu! Bimyō ni yureru Tatsuya no kokoro!!» (来たれ野球部!微妙に揺れる達也の心!!)                                                           | 2 июня 1985       |
| 12  | Первый тренировочный матч! Блестящий Кадзуя и слабовольный Тацуя?! «Hatsu renshū! Hatsuratsu Kazuya to yoreyore Tatsuya!?» (初練習!ハツラツ和也とヨレヨレ達也!?)                                          | 9 июня 1985       |
| 13  | Кадзуя взволнован! Влюблённый увалень, Котаро. «Kazuya shinpai desu! Koi no suranpu Kōtarō-kun» (和也心配です!恋のスランプ孝太郎くん)                                                                     | 16 июня 1985      |
| 14  | Тревога? Минами и Кадзуя — лучшая пара!? «Fuman desu? Minami to Kazuya wa besuto kappuru!?» (不満です?南と和也はベストカップル!?)                                                                         | 23 июня 1985      |
| 15  | Неприятное происшествие! Тацуя ударил Минами! «Kore wa jiken desu! Tatsuya ga Minami o hirateuchi!!» (これは事件です!達也が南を平手打ち!!)                                                                | 30 июня 1985      |
| 16  | Это больно! Сердце Кадзуи лимонного цвета! «Setsunai ne! Kazuya no hāto wa remon iro!» (せつないネ!和也のハートはレモン色!)                                                                               | 7 июля 1985       |
| 17  | Первый поцелуй! От Минами с любовью!? «fāsuto kisu! Minami yori ai o komete!?» (ファースト·キス!南より愛をこめて!?)                                                                                       | 14 июля 1985      |
| 18  | Чувства Тацуи запутаны! «Tatsuya no kimochi wa chotto fukuzatsu desu!» (達也の気持ちはちょっとフクザツです!)                                                                                              | 21 июля 1985      |
| 19  | Забыть или нет!? Драгоценное воспоминание двух людей. «Wasuretai wasurenai!? Futari no daiji na omoide» (忘れたい忘れない!?二人の大事な思い出)                                                            | 4 августа 1985    |
| 20  | Что делать? Доброта Тацуи не достигает цели! «Dōsuru no? Tatsuya no yasashisa surechigai!!» (どーするの?達也の優しさすれちがい!!)                                                                         | 11 августа 1985   |
| 21  | Каттян и далее будет стремиться на Косиэн ради Минами. «Soredemo Katchan wa Minami no tame ni Kōshien» (それでもカッちゃんは南のために甲子園)                                                             | 18 августа 1985   |
| 22  | Наконец-то, серьёзная игра! Кадзуя против Тэрасимы! «Iyoiyo purei bōru! Kazuya tai Terashima!» (いよいよプレーボール!和也VS寺島!)                                                                         | 25 августа 1985   |
| 23  | Сделай это для Минами! Получится ли!? Победный удар с любовью. «Minami ni todoke! Deruka!? Koi no gyakuten taimurī» (南に届け!出るか!? 恋の逆転タイムリー)                                                | 8 сентября 1985   |
| 24  | Ещё один до Косиэна, ещё одна мечта Минами! «Kōshien made ato hitotsu, Minami no yume mo ato hitotsu!» (甲子園まであと1つ 南の夢もあと1つ!)                                                               | 22 сентября 1985  |
| 25  | Самый длинный день Минами! Приди же скорее, Каттян! «Minami no ichiban nagai hi! Hayaku kite Katchan!!» (南の一番長い日!早く来てカッちゃん!!)                                                             | 29 сентября 1985  |
| 26  | Игра окончена! Если тебя нет... «Shiai shūryō! Kimi ga inakereba...» (試合終了!君がいなければ...) | 6 октября 1985    |
| 27  | Слишком короткое лето... Прощание с Каттяном! «Mijikasugita natsu ... Katchan ni sayonara!» (短かすぎた夏...カッちゃんにさよなら!)                                                                        | 13 октября 1985   |
|     | Второй сезон |                   |
| 28  | Бейсбольный клуб без аса... «Ēsu no inai yakyūbu nante...» (エースのいない野球部なんて...) | 20 октября 1985   |
| 29  | Что? Доброму Таттяну бокс не подходит!? «Are? Yasashī Tatchan bokusā shikkaku!?» (アレ?優しいタッちゃんボクサー失格!?)                                                                                    | 27 октября 1985   |
| 30  | Форма с первым номером. Если я попробую, то всё получится! «Eikō no sebangō 1 yatte yarenai wake wa nai» (栄光の背番号1やってやれない訳はない)                                                            | 3 ноября 1985     |
| 31  | Сильный Тацуя, но точность хромает. «Gōwan Tatsuya! Demo kontorōru ga kadai desu» (剛腕達也!でもコントロールが課題です)                                                                                   | 10 ноября 1985    |
| 32  | Я заботливая жена Кадзуи, но беспокоюсь за брата-дурачка. «Ore wa Kazuya no koinyōbō demo kininaru baka aniki» (俺は和也の恋女房でも気になるバカ兄貴)                                                     | 17 ноября 1985    |
| 33  | Рождение звезды гимнастики! Минами, разумеется, гений!? «Tanjō shintaisō no hoshi! Minami wa yappari tensai!?» (誕生新体操の星!南はやっぱり天才!?)                                                        | 24 ноября 1985    |
| 34  | Самый лучший — Тацуя! Волнение первой игры. «Ganbare Tatsuya! Hara hara doki doki hatsu tōban» (がんばれ達也!ハラハラドキドキ初登板)                                                                      | 1 декабря 1985    |
| 35  | Я так обеспокоен!? Минами в центре внимания! «Nanika to shinpai!? Chikagoro uwasa no Minami-chan!» (何かと心配!?近頃ウワサの南ちゃん!)                                                                    | 8 декабря 1985    |
| 36  | Одни вместе! Опасная ночь для Минами и Тацуи!? «Futari kiri! Minami to Tatsuya no abunai yoru!?» (2人きり!南と達也のアブナイ夜!?)                                                                         | 15 декабря 1985   |
| 37  | Лагерь бейсбольного клуба! Стремимся на Косиэн! «Mezase Kōshien! Tadaima yakyūbu gasshukuchū!!» (めざせ甲子園!ただいま野球部合宿中!!)                                                                     | 22 декабря 1985   |
| 38  | Первая игра из отборочных! Таттян появился!? «Yosen ikkaisen! Zunōha Tatchan tōjō!?» (予選一回戦!頭脳派タッちゃん登場!?)                                                                                  | 29 декабря 1985   |
| 39  | Я увидел, что ты умеешь! Крутой Нитта против Нисимуры! «Jitsuryoku haiken! Kūru na Nitta to Gattsu Nishimura!!» (実力拝見!クールな新田とガッツ西村!!)                                                     | 5 января 1986     |
| 40  | Жаркая дуэль питчеров! Таттян против Нисимуры. «Nettō nikaisen! Tatchan tai Gattsu Nishimura» (熱投2回戦!タッちゃんvsガッツ西村!!)                                                                        | 12 января 1986    |
| 41  | Дополнительный 11 иннинг в дождь! Базы заполнены с двумя аутами! Бьющий Нисимура. «Ame no enchō jūichi kai! Nishi manrui!! Battā Nishimura» (雨の延長11回!2死満塁!!バッター西村)                          | 19 января 1986    |
| 42  | Еще один дополнительный иннинг!? Он касается Минами. «Mō hitotsu no enchōsen!? Minami o meguru shikaku kankei» (もう一つの延長戦!?南をめぐる四角関係)                                                     | 26 января 1986    |
| 43  | Вот это да, Тацуя ас! Нитта и Минами вместе!? «Yureru ēsu Tatsuya!! Nitta to Minami ga kyūsekkin!?» (揺れるエース達也!!新田と南が急接近!?)                                                                | 2 февраля 1986    |
| 44  | Журнал расследования Юки! Где были Минами и Тацуя? «Yuka no tantei monogatari! Minami to Tatsuya wa doko e yuku» (由加の探偵物語!南と達也はどこへ行く)                                                    | 9 февраля 1986    |
| 45  | Возвышение в асы. Мой соперник Уэсуги! «Ēsu o nerae! Boku ga Uesugi no raibaru da!!» (エースを狙え!僕が上杉のライバルだ!!)                                                                                | 16 февраля 1986   |
| 46  | Правила соперничества! Пожалуйста, превзойди Уэсуги Кадзую! «Raibaru sengen! Uesugi Kazuya o koetekure!!» (ライバル宣言!上杉和也を越えてくれ!!)                                                           | 23 февраля 1986   |
| 47  | Противостояние с Сумико! Что? Питчер Ёсида! «Taiketsu Sumikō! E!? Pitchā Yoshida!!» (対決須見工!えッ!?ピッチャー吉田!!)                                                                                   | 2 марта 1986      |
| 48  | Наконец, Уэсуги показывает истинную силу! Нитта, давай бороться! «Tsui ni Uesugi tōjō! Nitta, ore to shōbu da!!» (遂に上杉登場!新田、オレと勝負だ!!)                                                      | 9 марта 1986      |
| 49  | Не сдавайся, старший брат! Косиэн уже близко! «Dame aniki henjō! Kōshien ga mietekita!!» (ダメ兄貴返上!甲子園が見えてきた!!)                                                                              | 16 марта 1986     |
| 50  | Свидание после школы!? Минами и Нитта в рискованных отношениях! «Hōkago dēto!? Minami to Nitta wa abunai kankei!!» (放課後デート!?南と新田は危ない関係!!)                                                 | 23 марта 1986     |
| 51  | Неприемлемо!? Минами признается в любви Тацуи! «Nattoku shinai!? Minami ga Tatsuya ni koibito sengen!!» (納得しない!?南が達也に恋人宣言!!)                                                                | 30 марта 1986     |
| 52  | Любовный треугольник. Ты одно беспокойство! «Koi no sangen chūkei! Jamamono wa omae da!!» (恋の三元中継!ジャマ者はお前だ!!)                                                                               | 6 апрель 1986     |
| 53  | Внешкольный уроки Тацуи... Слишком много мыслей о любви! «Tatsuya no kagai jugyō ... Omoisugoshi mo koi no uchi!» (達也の課外授業...思い過ごしも恋の内!)                                                  | 13 апреля 1986    |
| 54  | Наконец-то, последний шанс попасть на Косиэн! «Dainibu kan: Iyoiyo saigo no Kōshien dazo!!» (いよいよ最後の甲子園だゾ!!)                                                                                  | 20 апреля 1986    |
| 55  | Основные моменты: Воспоминания слишком прекрасны... «Sōshūhen: Omoide wa utsukushisugite...» (総集編·思い出は美し過ぎて...)                                                                               | 27 апреля 1986    |
| 56  | Основные моменты: Не сдавайся, место аса для любого! «Sōshūhen: Ēsu wa dare ni mo watasanai!» (総集編·エースは誰にも渡さない!)                                                                            | 4 мая 1986        |
|     | Третий сезон |                   |
| 57  | Появление таинственного тренера! «Nazo no shinkantoku ga yattekuru!!» (謎の新監督がやってくる!!) | 11 мая 1986       |
| 58  | Я Касиваба! Я не люблю избалованных детей! «Ore wa Kashiwaba! Amattare wa yurusanai!!» (オレは柏葉!甘ったれは許さない!!)                                                                                  | 18 мая 1986       |
| 59  | Шторм в бейсбольном клубе Мэйсэй! Еще одна проблема после ухода Минами. «Arashi no Meisei yakyū-bu! Minami ga satte mata ichinan» (嵐の明青野球部!南が去ってまた一難)                                     | 25 мая 1986       |
| 60  | Боевой новый тренер! Минами все равно лучшая. «Shin manejā daikusen! Yappari Minami ga ichiban» (新マネジャー大苦戦!やっぱり南が一番)                                                                     | 1 июня 1986       |
| 61  | Эй, Касиваба! Это борьба за судьбу Минами! «Oi Kashiwaba! Minami o kakete shōbu da!!» (オイ柏葉!南を賭けて勝負だ!!)                                                                                       | 8 июня 1986       |
| 62  | Пара в цвете сепии! Минами и Нитта — приморская история! «Sepia iro no futari! Minami to Nitta no kaigan monogatari» (セピア色の2人!南と新田の海岸物語)                                                   | 15 июня 1986      |
| 63  | Секрет солнцезащитных очков! Какой Касиваба? «Sangurasu no oku no himitsu! Kashiwaba wa nanimono?» (サングラスの奥の秘密!柏葉は何者?)                                                                     | 22 июня 1986      |
| 64  | Несправедливая тренировочная игра! Давайте посмотрим, насколько хорош злой тренер. «Jingi naki renshū jiai! Oni kantoku no otenami haiken» (仁義なき練習試合!鬼監督のお手並拝見)                          | 29 июня 1986      |
| 65  | Будь лучшей, Минами! Поражения не для тебя! «Ganbare Minami. Gibu appu wa niawanai!!» (ガンバレ南!ギブ·アップは似合わない!!)                                                                              | 6 июля 1986       |
| 66  | Минами — президент студенческого совета?! Наш идол так или иначе! «Minami ga seito kaichō? Aidoru wa nanika to taihen!» (南が生徒会長?アイドルは何かと大変!)                                              | 13 июля 1986      |
| 67  | Мы прозрели! Правда о личности тренера Касивабы! «Mumu mitekitazo! Kashiwaba kantoku no shōtai!!» (ムムッ見えてきたぞ!柏葉監督の正体!)                                                                    | 20 июля 1986      |
| 68  | Стоп, Тацуя! Стратегия силового знакомства Юки! «Sutoppu za Tatsuya! Yuka no muriyari dēto sakusen!!» (ストップ·ザ·達也!由加のむりやりデート作戦!!)                                                       | 27 июля 1986      |
| 69  | Наша мечта-Косиэн! Не спеши с отставкой! «Yume wa Kōshien! Taibu todoke wa awatezu ni!!» (夢は甲子園!退部届はあわてずに!!)                                                                                | 3 августа 1986    |
| 70  | Скоро наступит лето! Неприятности остаются. Как долго это продолжится? «Natsu majika! Doko made tsuzuku ochikobore sōdō» (夏まじか!どこまで続く落ちこぼれ騒動)                                            | 10 августа 1986   |
| 71  | Начало летнего лагеря! Злой тренер ждет! «Natsu gasshuku totsunyū! Oni kantoku ga matteiru!!» (夏合宿突入!鬼監督が待っている!!)                                                                           | 17 августа 1986   |
| 72  | Страшнее, чем демон? Кулинарный лагерь госпожи Юка! «Oni yori kowai? Ojō-sama Yuka no gasshuku ryōri!!» (鬼より怖い?お嬢様由加の合宿料理!!)                                                               | 24 августа 1986   |
| 73  | Юка берется за нож! Путь к вкусной пище длинный и коварный! «Hōchōnin Yuka! Gurume no michi wa kewashiku tōi!!» (包丁人由加!グルメの道は険しく遠い!!)                                                     | 31 августа 1986   |
| 74  | Вот, наконец-то, началась! Большая война в готовке между Минами и Юкой. «Tsui ni kita! Minami to Yuka no kukkingu dai sensō» (遂にきた!南と由加のクッキング大戦争)                                        | 14 сентября 1986  |
| 75  | Война в готовке заканчивается!? Секретный ингредиент специй Минами! «Oryōri sōdō kanketsu!? Kakushi aji wa Minami no supaisu» (お料理騒動完結!?隠し味は南のスパイス)                                      | 21 сентября 1986  |
| 76  | На конкурсе по гимнастике Минами думает о другом! Минами ждет Тацую!? «Kinishite shintaisō! Minami wa Tatsuya o matteiru!?» (気にして新体操!南は達也を待っている!?)                                       | 28 сентября 1986  |
| 77  | Матчи предварительного турнира объявлены. И наконец-то, пришло настоящее лето!!! «Yosen kumiawase kettei! Iyoiyo natsu honban!!» (予選組み合わせ決定!いよいよ夏本番!!)                                    | 5 октября 1986    |
| 78  | Основные моменты I: "Асакуре Минами 18 лет! Настало время юности!" «Sōshūhen I: Asakura Minami wa 18-sai! Tadaima seishun shinkōkei!!» (総集編·浅倉南18才!ただいま青春進行形!!)                           | 12 октября 1986   |
| 79  | Основные моменты II: "Вперед, Мэйсэй! Мы не боимся Касивабу." «Sōshūhen II: Faito Meisei!! Kashiwaba nanka kowakunai» (総集編·ファイト明青!!柏葉なんか怖くない)                                           | 19 октября 1986   |
|     | Четвертый сезон |                   |
| 80  | Сегодня первая игра из отборочных игр. Что касается нашего настроя, то мы не намерены никому проигрывать! «Honjitsu yosen ikkaisen! Yaruki dake wa makenaize!!» (本日予選一回戦!やる気だけは負けないぜ!!) | 26 октября 1986   |
| 81  | Первая игра не проблема! Реальный враг — Касиваба! «Tondemonai ikkaisen! Hontō no teki wa Kashiwaba!?» (とんでもない一回戦!本当の敵は柏葉!?)                                                              | 2 ноября 1986     |
| 82  | Мы увидели это! Большой секрет братьев Касиваба! «Mietazo! Kashiwaba kyōdai no fukai nazo» (見えたぞ!柏葉兄弟のふかーい謎)                                                                                | 9 ноября 1986     |
| 83  | Что собираешься делать во 2-й игре, Тацуя!? Котаро в плохом положении! «Dōsuru Tatsuya nikaisen! Kōtarō dai pinchi!!» (どうする達也二回戦!孝太郎大ピンチ!!)                                               | 16 ноября 1986    |
| 84  | Юкитян в опасности! Не настаивай так на свидании. «Yuka-chan kiki ippatsu!! Oshikake dēto mo hodohodo ni» (由加チャン危機一髪!!押しかけデートもほどほどに)                                                | 23 ноября 1986    |
| 85  | Мстительная дуэль! Теперь он вернулся! «Shūnen no taiketsu!? Imagoro aitsuga kamubakku!» (執念の対決!今頃あいつがカムバック!)                                                                             | 30 ноября 1986    |
| 86  | Третья игра: Мы не сдадимся! Я покажу тебе, каким должен быть ас! «Makete tamaru ka sankaisen! ēsu no chikara o misete yaru!» (負けてたまるか三回戦!エースの力を見せてやる!)                              | 7 декабря 1986    |
| 87  | Неожиданно!? Романтичный Касиваба! Чувство любви, такое как у Минами. «Igai!? Kashiwaba romansu! Minami ni niteiru koigokoro» (意外!?柏葉ロマンス!南に似ている恋心)                                       | 14 декабря 1986   |
| 88  | Это не месть!? Никаких признаков в 4-й игре! «Fukushū janai!? Nō sain de yonkaisen!» (復讐じゃない!?NOサインで4回戦!!)                                                                                    | 21 декабря 1986   |
| 89  | Тацуя-Ас? Он чувствует давление на себя!? «Tatsuya wa ēsu? Senaka ni kanjiru puresshā!?» (達也はエース?背中に感じるプレッシャー!?)                                                                        | 28 декабря 1986   |
| 90  | Четвертьфиналы! Мэйсэй против трех питчеров!? «Junjun kesshō! Meisei tai pitchā ga sannin!?» (準々決勝!明青VSピッチャーが3人!?)                                                                           | 4 января 1987     |
| 91  | Главная проблема!? Игра не совсем закончена! «Ban kuruwase!? Mada mada shōbu wa wakaranai!» (番狂わせ!?まだまだ勝負は判らない!)                                                                           | 11 января 1987    |
| 92  | Ностальгические мысли! Тацуя прошел дальше, чем ожидала Минами! «Setsunai imēji kasanaru ne! Tatsuya wa Minami no yosō ijō!» (せつないイメージ重なるネ!達也は南の予想以上!)                               | 18 января 1987    |
| 93  | Наконец-то!? Совет тренера! Игрой управляет Касиваба — тренер с травмой прошлого! «Deta!? Kantoku meirei! Kokoro ni kizu motsu Kashiwaba saihai!» (出た!?監督命令!心に傷持つ柏葉采配!)                    | 25 января 1987    |
| 94  | Мы в середине полуфинальной игры! Поставит ли Таттян рекорд производительности? «Junkesshō massaichū! Naruka Tatchan daikiroku!» (準決勝真最中!なるかタッちゃん大記録!)                                   | 1 февраля 1987    |
| 95  | Поздравляем с попаданием в финал! Наша судьба в руках Касивабы! «Shuku, kesshō shinshutsu! Unmei wa Kashiwaba no te no naka ni!» (祝·決勝進出!運命は柏葉の手の中に!)                                      | 8 февраля 1987    |
| 96  | Еще один шаг до Кошиэна! Я хочу, чтобы обещание Кадзуи сбылось! «Ato hitotsu de Kōshien! Kanaetai! Kazuya no yakusoku» (あと1つで甲子園!叶えたい!和也の約束)                                              | 15 февраля 1987   |
| 97  | Вперёд, вперёд, Мэйсэй! Игра на пути к Победе! (Начало финальной игры предварительного турнира) «Gō Gō Meisei! Shōri ni mukatte purē bōru!» (GoGo明青!勝利に向かってプレーボール!)                        | 22 февраля 1987   |
| 98  | Кто будет играть в финале!? Покажи мне, что можешь, Тацуя! «Dare no tame no kesshōsen!? Hontō no Tatsuya o misete!» (誰のための決勝戦!?本当の達也を見せて!)                                               | 1 марта 1987      |
| 99  | Мы в безысходном положении!? Произойдет ли это, войдёт ли в игру Касиваба? «Mō ato ga nai!? Deruka! Kashiwaba sain!» (もう後が無い!?出るか!柏葉サイン!)                                                   | 8 марта 1987      |
| 100 | К победе, Мэйсэй! Кошиэн нас ждет! «Katsuzo Meisei! Kōshien wa oretachi o matteiru!» (勝つぞ明青!甲子園は俺たちを待っている!)                                                                             | 15 марта 1987     |
| 101 | Новая стартовая линия для Тацуи Уэсуги и Минами Асакуры... «Atarashii stāto rain, Uesugi Tatsuya wa Asakura Minami o...» (新しいスタートライン·上杉達也は浅倉南を...)                                     | 22 марта 1987     |

## Саундтрек
Музыку для аниме-сериала написал японский композитор Хироаки Сэридзава. Песни исполнили певица Ёсими Ивасаки и группа Yumekōjō. В 1985 году сингл «Touch» («Касание») стал главным хитом года, и завоевал Золотой приз на 27-й церемонии Japan Record Award. В 1986 году песня «Юность» (яп. 青春 сэйсюн) была выбрана для исполнения во время парада участников Национального турнира по бейсболу среди старших школ Японии.
- Открывающие темы

1—27 серии: «Касание» (яп. タッチ Татти) — певица Ёсими Ивасаки
28—56 серии: «Любовь одинока» (яп. 愛がひとりぼっち Ай га хиториботти) — певица Ёсими Ивасаки
57—79 серии: «Жуть! Жуть! Жуть!» (яп. チェッ!チェッ!チェッ! Че! Че! Че!) — певица Ёсими Ивасаки
80—93 серии: «Одинокий дуэт» (яп. ひとりぼっちのデュエット Хиториботти но дюэтто) — группа Yumekōjō (夢工場, наст. время: The Blimp Club)
94—101 серии: «История страсти» (яп. 情熱物語 Дзё:нэцу моногатари) — певица Ёсими Ивасаки
- Закрывающие темы

1—27 серии: «Без тебя» (яп. 君がいなければ Кими га инакэрэба) — певица Ёсими Ивасаки
28—62 серии: «Юность»  (яп. 青春 Сэйсюн) — певица Ёсими Ивасаки
63—79 серии: «Обещание» (яп. 約束 Якусоку) — певица Ёсими Ивасаки
80—101 серии: «День, когда я тебя оставил» (яп. 君をとばした午後 Кими о тобасита гого) — группа Yumekōjō (夢工場, наст. время: The Blimp Club)